# Oligostigma juncealis
Oligostigma juncealis là một loài bướm đêm trong họ Crambidae.